# 무이나크

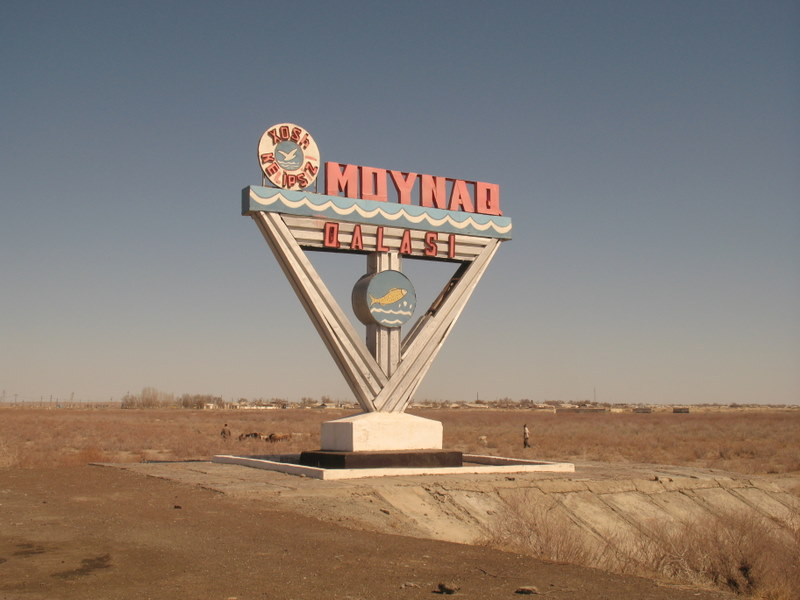
무이나크를 알리는 표지판

무이나크(우즈베크어: Moʻynoq / Мўйноқ 모이노크, 카라칼파크어: Moynaq / Мойнақ 모이나크, 러시아어: Муйнак 무이나크[*])는 우즈베키스탄 서부와 카라칼파크스탄 북부에 위치한 도시로, 인구는 13,500명(2018년 기준)이다.
원래는 아랄해와 접한 우즈베키스탄 유일의 항구 도시였지만 소련이 목화 생산량을 늘리기 위해 시르다리야강과 아무다리야강의 물줄기를 바꾸면서 아랄 해 면적이 점점 줄어들었고 그로 인해 무이나크의 인구 또한 감소했다.

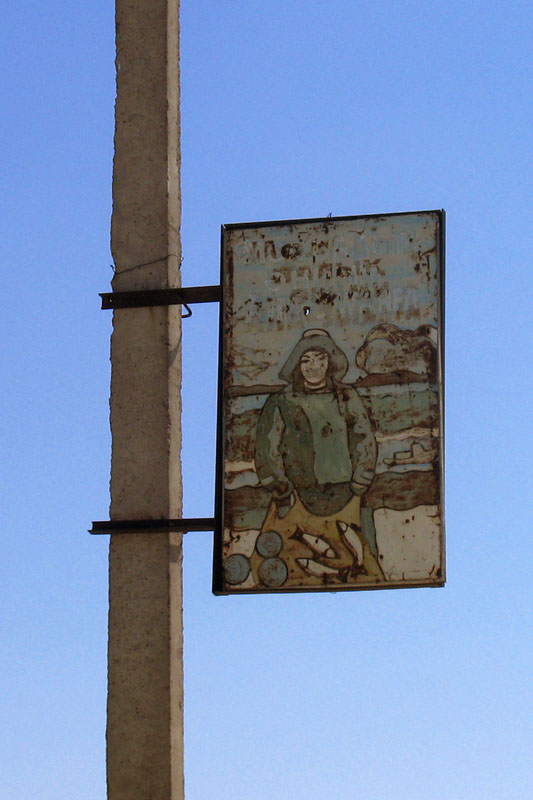
무이나크를 홍보하기 위해 설치된 표지판
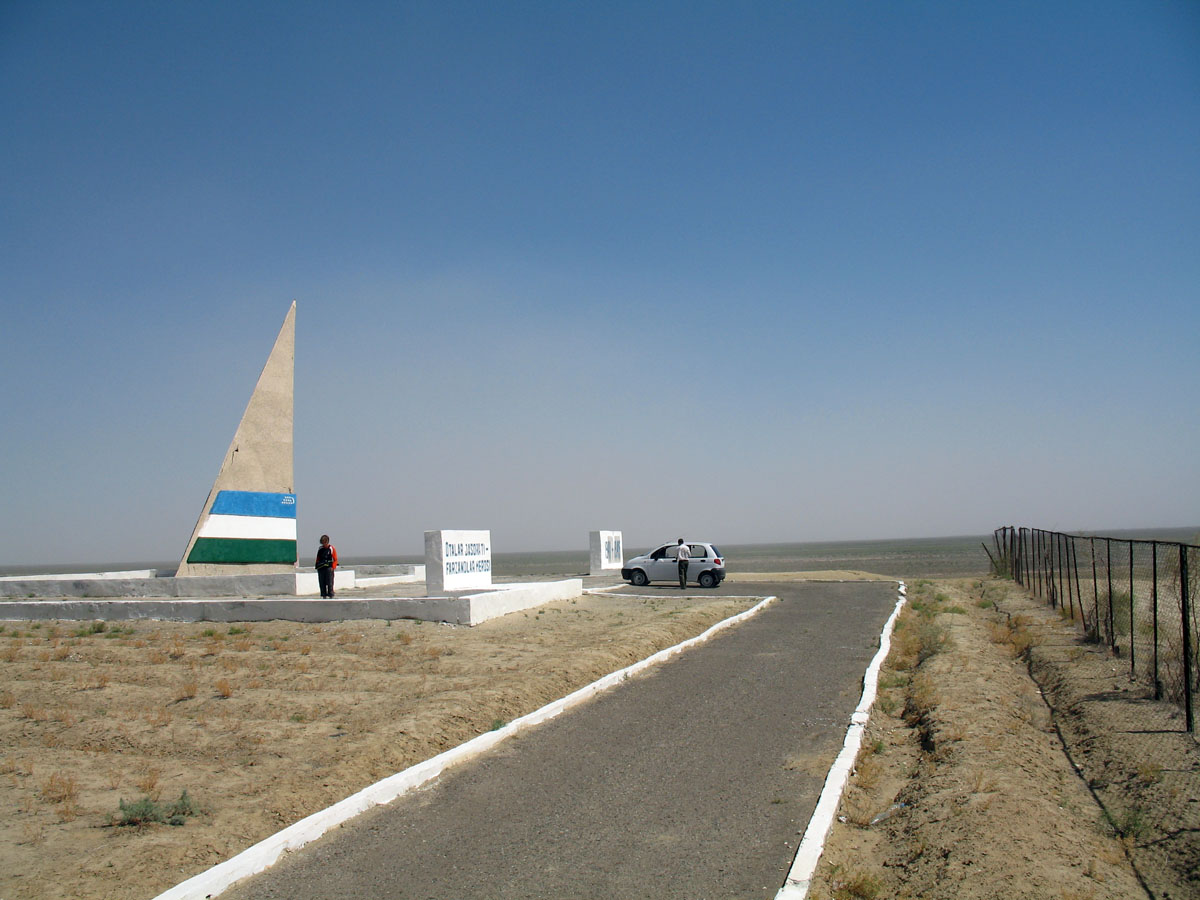
과거 해안선이었던 곳에 설치된 기념비
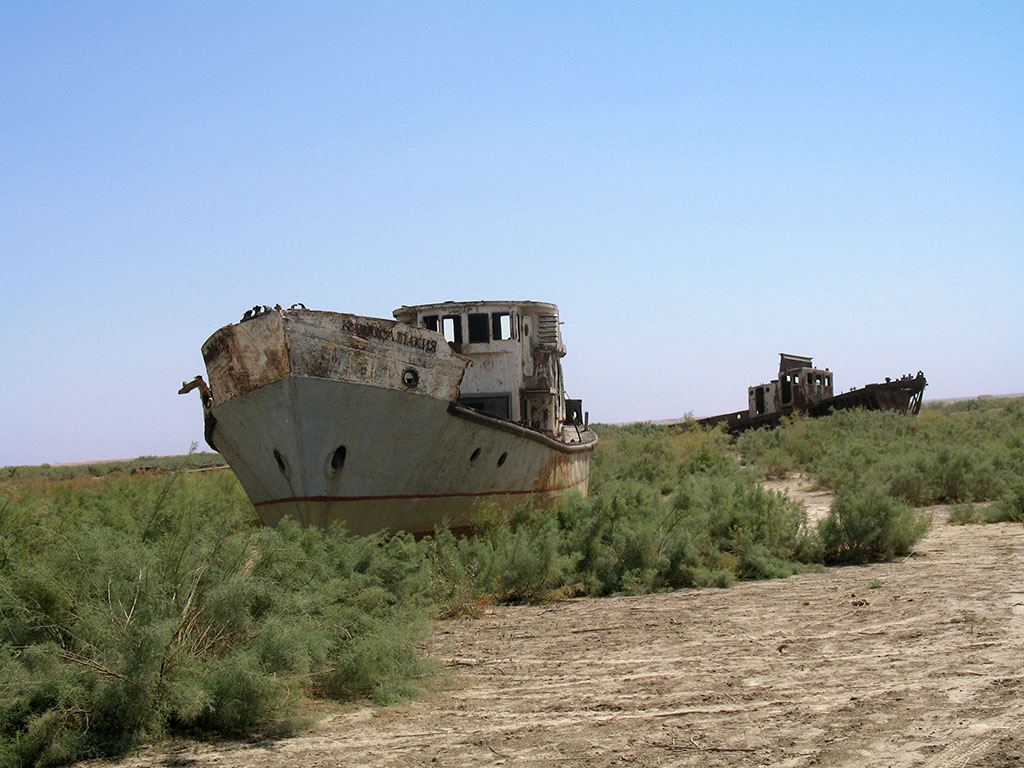
방치된 어선